# سير (أرومية)
سير هي قرية في مقاطعة أرومية، إيران. يقدر عدد سكانها بـ 78 نسمة بحسب إحصاء 2016.